# 莱莉·埃文斯
莱莉·埃文斯（英語：Riley Evans，1986年6月3日—2019年3月28日）是一名美國女色情演員和模特兒，出生於佛罗里达州泽弗希尔斯。入圍過兩次AVN獎。
她於2005年在成人業出道，2006年出演首部成人片。除了主演超過130部故事片外，埃文斯還和多家網站合作，擔任其模特兒。在進入成人業前，她曾當過桌上舞舞者。
埃文斯與色情演員兼埃文斯的朋友丹尼·孟騰（英語：Danny Mountain）一起生活了四個月，並在孟騰罹患肺炎時照顧他。埃文斯在2017年末或2018年初被診斷出患有乳腺癌，在佛罗里达州接受治療，並於12月因病情惡化而住院；埃文斯於2019年3月去世，享年32歲。

## 外部連結
- 莱莉·埃文斯在互联网电影资料库（IMDb）上的資料（英文）
- Riley Evans在網際網路成人電影資料庫
- 成人電影資料庫上Riley Evans的资料（英文）